# Zalewajka (súp)

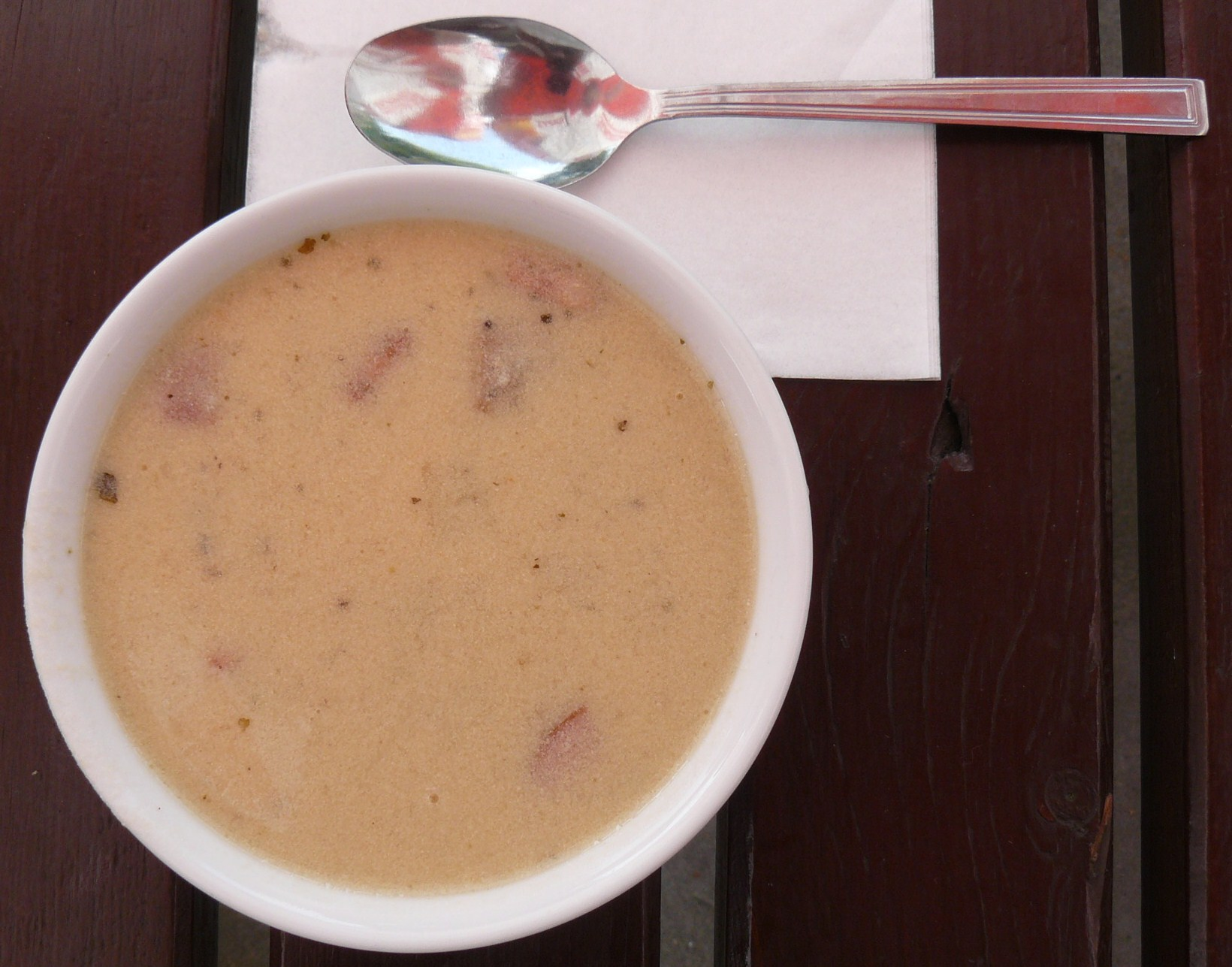
Zalewajka từ Piła

Zalewajka  là một món súp mộc mạc truyền thống được làm từ khoai tây thái hạt lựu và luộc với tràn ngập lúa mạch đen làm từ bánh mì bột chua. Nó cũng thường có cả xúc xích Ba Lan và nấm khô.

## Gốc
Món súp này đến từ vùng trung tâm của Ba Lan. Những đề cập đầu tiên về nó xuất hiện vào thế kỷ 19 ở Łódź và Radomsko. Thành phần cơ bản của chế độ ăn uống cho những người từ những khu vực đó là khoai tây và nấm. Khoai tây là cơ sở của phần lớn các món ăn mà mọi người từ Łódź và Radomsko chế biến. Chúng được phục vụ theo những cách khác nhau như luộc, nghiền hoặc chiên. Nhờ sự đơn giản của nó trong thế kỷ 19 và 20, zalewajka trở nên phổ biến trên khắp đất nước đến những nơi như Kielce và Zagłębię Dąbrowskie.

## Công thức nấu ăn Zalewajka

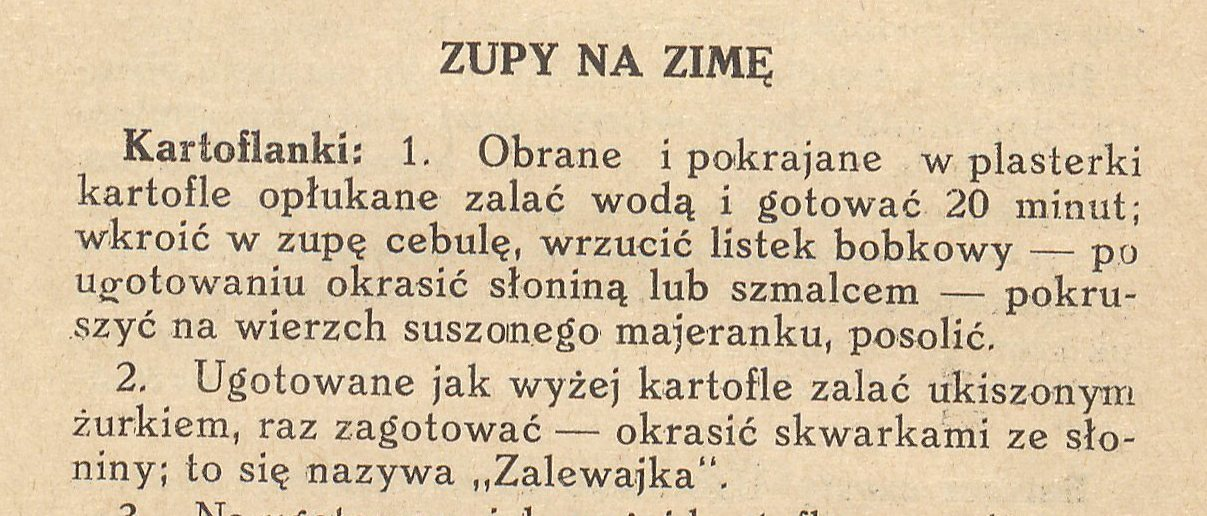
Zalewajka - công thức từ một cuốn sách nấu ăn năm 1933

Có rất nhiều công thức cho loại súp này vì nhiều khu vực Ba Lan khác nhau họ đã có những biến thể riêng .

### Łódź
Sản phẩm chính chúng ta cần để nấu súp là bánh mì bột chua (200 ml). Tiếp theo là nước (1,5 l), xúc xích (200 g), hành tây (3 lát), muối và hạt tiêu. Sau đó thêm bột mì (2 thìa), kem chua 18% (3 thìa) và khoai tây (bao nhiêu tùy thích).
Gọt vỏ khoai tây, cắt chúng thành khối nhỏ và sau đó cho vào nước. Thêm muối và đun sôi chúng. Cắt xúc xích thành miếng nhỏ và xắt nhỏ hành tây. Chiên xúc xích và hành tây trên chảo. Khi khoai tây gần như được luộc chín, thêm xúc xích và bột bánh mì vào. Trộn cẩn thận và sau đó thêm bột với kem chua và một chút muối.

### Świętokrzyska
Công thức này bắt nguồn từ vùng Świętokrzyskie. Nó khá giống nhau nhưng cần thêm tỏi, thịt xông khói và ít kem chua. Quá trình nấu ăn gần như giống nhau ngoại trừ việc cho thịt xông khói vào súp  .

### Radomsko
Zalewajka từ Radomsko cũng tương tự nhưng phải thêm nhiều gia vị như kinh giới và nấm khô. Nấu theo cách tương tự như trong các công thức nấu ăn từ Łódź và Świętokrzyskie nhưng món này không có thịt trong đó. .